# 仙北市立角館樺細工伝承館
仙北市立角館樺細工伝承館（せんぼくしりつかくのだてかばざいくでんしょうかん）は、秋田県仙北市に所在する観光施設である。

## 建築
18世紀から角館に伝わる樺細工は、1976年に伝統的工芸品の指定を受けた。樺細工の振興を図ることを目的に、旧角館町（2005年に周辺の町村と合併し、現在の仙北市）により1978年9月に開設された。日本の伝統工芸会館の中では3番目に古い歴史を持つ。館内では樺細工の制作実演や工芸・文化・歴史に関する資料の展示が行われ、物産館や喫茶室が併設されている。
わら葺き屋根を模した案内ホールの屋根は武家屋敷通りから眺めても違和感を感じさせないが、玄関はプレキャストコンクリートの丸柱で支えられた赤レンガ積みのアーチがあり、西洋館風の作りである。喫茶室を併設した観光案内ホール内はアーチが多用され、ヨーロッパの民家を思わせる。設計は、香川県文化会館や国立能楽堂にも携わった大江宏。博物館としての機能を重視した箱型のモダニズム建築、周囲の武家屋敷街に合わせた和風建築のいずれも採らなかった。伝統とモダニズムを同居させた建築のあり方を、大江は「併存混在」というキーワードで説明している。
第13回(2013年度)日本建築家協会25年賞受賞。

## 周辺
- 平福記念美術館（本館と同じ大江宏の設計による）
- 新潮社記念文学館

角館樺細工伝承館と上記2館を組み合わせた、2館および3館の共通入館券も発行されている。本館は、角館駅から徒歩15分ほどである。